# Camponotus terricola
Camponotus terricola é uma espécie de inseto do gênero Camponotus, pertencente à família Formicidae.